# Jelsa
Jelsa – wieś w Chorwacji, w żupanii splicko-dalmatyńskiej, siedziba gminy Jelsa. Leży na wyspie Hvar. W 2011 roku liczyła 1801 mieszkańców.
Jelsa usytuowana jest na północnym wybrzeżu wyspy Hvar, przy jednej z wypustek zatoki Luka Vrboska. Sąsiaduje z dwoma najwyższymi wzgórzami na wyspie – Sv. Nikola na zachodzie i Hum na wschodzie. Od strony południowej miasteczko otaczają wzgórza Vrh, Gozd i Samotarac, natomiast od strony północnej wzgórze Burkovo.

## Zabytki
- kościół św. Marii z 1331 r.
- oktagonalny kościół św. Jana
- kościół św. Michała z 1463 r.
- Tor – zlokalizowana na wzgórzu położonym na południe od miasta grecka wieża obserwacyjna z IV w. p.n.e.
- Grad (lub Galešnik) – położone kilometr na wschód od wieży ruiny miasta-twierdzy, zburzonego w 1310 r. podczas nieudanego powstania przeciw Wenecji.